# 蒙塔尔瓦内霍
蒙塔尔瓦内霍，是西班牙卡斯蒂利亚-拉曼恰昆卡省的一个市镇。总面积59平方公里，总人口187人（2001年），人口密度3人/平方公里。